# 埃爾巴 (明尼蘇達州)
埃爾巴（英語：Elba）是一個位於美國明尼蘇達州威諾納縣的城市。

## 歷史
埃爾巴的郵局於1858年成立，其後於1965年停運。此地得名自意大利的厄尔巴岛。

## 人口
根據2020年美國人口普查的數據，埃爾巴的面積為5.01平方千米，皆為陸地。當地共有人口129人，而人口密度為每平方千米26人。